# Acetato de noretisterona
El acetato de noretisterona (DCI) o acetato de noretindrona es una progestina usada en la anticoncepción. Es el ester acetato de la noretisterona.